# Denís Golovànov
Denís Iúrievitx Golovànov (rus: Денис Юрьевич Голованов, Sotxi, Unió Soviètica, 27 de març de 1979) és un exjugador professional de tennis rus.
Durant la seva carrera només disputà cinc partits individuals en el circuit ATP i en cap d'ells no aconseguí la victòria. Per altra banda, en dobles disputà el Torneig de Sant Petersburg l'any 2001 amb el seu compatriota Ievgueni Kàfelnikov com a parella i s'imposaren en la final en el seu únic títol professional. També va disputar dues semifinals junt al seu amic d'infància Marat Safin. Posteriorment, Safin el contractà com a entrenador.

## Palmarès: 1

### Dobles: 1 (1−0)
| Resultat  | Núm. | Data                 | Torneig                 | Superfície | Parella             | Oponents en la final         | Marcador |
| --------- | ---- | -------------------- | ----------------------- | ---------- | ------------------- | ---------------------------- | -------- |
| Guanyador | 1.   | 28 d'octubre de 2001 | Sant Petersburg, Rússia | Dura       | Ievgueni Kàfelnikov | Marat Safin · Irakli Labadze | 7–5, 6–4 |